# Segunda División 2011-2012 (Spagna)
L'edizione 2011-2012 della Segunda División (detta Liga Adelante per ragioni di sponsorizzazione) è stata l'81º campionato di calcio spagnolo di seconda divisione.
La stagione regolare è incominciata il 27 agosto 2011 ed è terminata il 10 giugno 2012, inizialmente il torneo doveva iniziare il 20 agosto, ma è stato posticipato di una settimana a causa dello sciopero indetto dall'AFE (il sindacato dei calciatori spagnoli).
Al termine della stagione precedente sono riuscite ad ottenere la promozione nella Liga BBVA il Betis Siviglia, il Rayo Vallecano, che al termine della stagione regolare erano arrivate rispettivamente 1ª e 2ª, ed il Granada (che era arrivato 5ª al termine della stagione regolare), grazie alla vittoria nella finale dei Play-off (vittoriosa in finale contro Elche per 1-1 per la regola dei gol in trasferta).
Sono retrocesse invece in Segunda División B il Salamanca (19ª), il Tenerife (20ª), il Ponferradina (21ª) e l'Albacete (22ª).
Dalla Liga 2010-2011 sono retrocesse il Deportivo de La Coruña, l'Hércules e l'Almería (arrivate rispettivamente 18ª, 19ª e 20ª), mentre hanno ottenuto la promozione dalla Segunda División B l'Alcoyano, il Guadalajara (che ha raggiunto la seconda categoria spagnola per la prima volta nella sua storia), il Real Murcia ed il Sabadell.

## Cambiamenti di squadra dalla scorsa stagione

### Dalla Segunda División
Promosse in Liga BBVA
- Betis Siviglia
- Granada
- Rayo Vallecano

Retrocesse in Segunda División B
- Albacete
- Ponferradina
- Salamanca
- Tenerife

### In Segunda División
Retrocesse dalla Liga BBVA
- Almería
- Deportivo de La Coruña
- Hércules

Promosse dalla Segunda División B
- Alcoyano
- Guadalajara
- Real Murcia
- Sabadell

## Squadre partecipanti
| Club                | Città                      | Stadio                              | Risultato Stagione 2009-2010                                     |
| ------------------- | -------------------------- | ----------------------------------- | ---------------------------------------------------------------- |
| Alcorcón            | Alcorcón                   | Stadio Santo Domingo                | 9° in Segunda División 2010-2011                                 |
| Alcoyano            | Alcoy                      | Stadio El Collao                    | 3° nel gruppo III della Segunda División B, Promosso ai play-off |
| Almería             | Almería                    | Estadio de los Juegos Mediterráneos | 20° in Primera División                                          |
| Barcellona B        | Barcellona                 | Mini Estadi                         | 3° in Segunda División 2010-2011                                 |
| FC Cartagena        | Cartagena                  | Estadio Cartagonova                 | 13° in Segunda División 2010-2011                                |
| Celta Vigo          | Vigo                       | Estadio Balaídos                    | 6° in Segunda División 2010-2011                                 |
| Córdoba             | Cordova                    | Nuevo Arcángel                      | 16° in Segunda División 2010-2011                                |
| Deportivo La Coruña | La Coruña                  | Stadio Riazor                       | 18° in Primera División                                          |
| Elche               | Elche                      | Estadio Martínez Valero             | 4° in Segunda División 2010-2011                                 |
| Gimnàstic           | Tarragona                  | Nou Estadi                          | 18° in Segunda División 2010-2011                                |
| Girona              | Girona                     | Estadi Montilivi                    | 11° in Segunda División 2010-2011                                |
| Guadalajara         | Guadalajara                | Stadio Pedro Escartín               | 2° nel gruppo I della Segunda División B, Promosso ai play-off   |
| Hércules            | Alicante                   | Stadio José Rico Pérez              | 19° in Primera División                                          |
| Huesca              | Huesca                     | Estadio El Alcoraz                  | 14° in Segunda División 2010-2011                                |
| Las Palmas          | Las Palmas de Gran Canaria | Estadio de Gran Canaria             | 15° in Segunda División 2010-2011                                |
| Numancia            | Soria                      | Nuevo Estadio Los Pajaritos         | 10° in Segunda División 2010-2011                                |
| Real Murcia         | Murcia                     | Stadio Nueva Condomina              | 1° nel gruppo IV della Segunda División B, Promosso ai play-off  |
| Real Valladolid     | Valladolid                 | Stadio José Zorrilla                | 7° in Segunda División 2010-2011                                 |
| Recreativo Huelva   | Huelva                     | Nuevo Colombino                     | 12° in Segunda División 2010-2011                                |
| Sabadell            | Sabadell                   | Estadi de la Nova Creu Alta         | 1° nel gruppo III della Segunda División B, Promosso ai play-off |
| Villarreal B        | Villarreal                 | El Madrigal                         | 17° in Segunda División 2010-2011                                |
| Xerez               | Jerez de la Frontera       | Estadio Municipal de Chapín         | 8° in Segunda División 2010-2011                                 |

## Classifica finale
|  |     | Classifica Segunda División 2011-12 | Pt | G  | V  | N  | P  | GF | GS | DR  |
|  | --- | ----------------------------------- | -- | -- | -- | -- | -- | -- | -- | --- |
|  | 1.  | Deportivo La Coruña                 | 91 | 42 | 29 | 4  | 9  | 76 | 45 | +31 |
|  | 2.  | Celta Vigo                          | 85 | 42 | 26 | 7  | 9  | 83 | 37 | +46 |
|  | 3.  | Real Valladolid                     | 82 | 42 | 23 | 13 | 7  | 69 | 37 | +32 |
|  | 4.  | Alcorcón                            | 73 | 42 | 21 | 10 | 11 | 58 | 42 | +16 |
|  | 5.  | Hércules                            | 72 | 42 | 22 | 6  | 14 | 62 | 43 | +19 |
|  | 6.  | Córdoba                             | 71 | 42 | 20 | 11 | 11 | 52 | 43 | +9  |
|  | 7.  | Almería                             | 70 | 42 | 18 | 16 | 8  | 63 | 43 | +20 |
|  | 8.  | Barcellona B                        | 59 | 42 | 16 | 11 | 15 | 63 | 53 | +10 |
|  | 9.  | Las Palmas                          | 58 | 42 | 16 | 10 | 16 | 58 | 59 | -1  |
|  | 10. | Numancia                            | 57 | 42 | 15 | 12 | 15 | 54 | 52 | +2  |
|  | 11. | Elche                               | 57 | 42 | 17 | 6  | 19 | 56 | 58 | -2  |
|  | 12. | Villarreal B1                       | 52 | 42 | 14 | 10 | 18 | 54 | 64 | -10 |
|  | 13. | Huesca                              | 51 | 42 | 14 | 9  | 19 | 49 | 63 | -14 |
|  | 14. | Xerez                               | 50 | 42 | 13 | 11 | 18 | 50 | 66 | -16 |
|  | 15. | Girona                              | 49 | 42 | 12 | 13 | 17 | 58 | 61 | -3  |
|  | 16. | Guadalajara                         | 49 | 42 | 14 | 7  | 21 | 50 | 75 | -25 |
|  | 17. | Recreativo Huelva                   | 47 | 42 | 12 | 11 | 19 | 49 | 52 | -3  |
|  | 18. | Real Murcia                         | 47 | 42 | 13 | 8  | 21 | 49 | 67 | -18 |
|  | 19. | Sabadell                            | 46 | 42 | 11 | 13 | 18 | 45 | 64 | -19 |
|  | 20. | FC Cartagena                        | 40 | 42 | 9  | 13 | 20 | 37 | 58 | -21 |
|  | 21. | Alcoyano                            | 37 | 42 | 9  | 10 | 22 | 46 | 78 | -32 |
|  | 22. | Gimnàstic                           | 31 | 42 | 6  | 13 | 23 | 37 | 58 | -21 |

1 Villarreal B retrocesso in Segunda División B a causa della retrocessione in Segunda División della prima squadra.

## Play-off
Tabellone
|  | Semifinali | Semifinali      | Semifinali | Semifinali | Semifinali |  |  | Finale | Finale          | Finale | Finale | Finale |  |
|  |            |                 |            |            |            |  |  |        |                 |        |        |        |  |
|  | 6          | Córdoba         | 0          | 0          | 0          |  |  |        |                 |        |        |        |  |
|  | 3          | Real Valladolid | 0          | 3          | 3          |  |  | 3      | Real Valladolid | 1      | 1      | 2      |  |
|  | 5          | Hércules        | 1          | 0          | 1          |  |  | 4      | Alcorcón        | 0      | 1      | 1      |  |
|  | 4          | Alcorcón (gfc)  | 1          | 0          | 1          |  |  |        |                 |        |        |        |  |

### Semifinali

#### Andata
| Cordova 6 giugno 2012, ore 22.00 CEST | Córdoba                 | 0 – 0 referto | Real Valladolid | Stadio Nuevo Arcángel (11.773 spett.)\| Arbitro: \| Eduardo Prieto Iglesias \| |
| Arbitro:                              | Eduardo Prieto Iglesias |               |                 |                                                                                |

| Arbitro: | Daniel Ocón Arráiz |

|               |           |          |
| Sardinero 57’ | Marcatori | 1’ Ángel |

#### Ritorno
| Arbitro: | Santiago Jaime Latre |

|                                     |           |  |
| Óscar 50’ Javi Guerra 64’ Jofre 86’ | Marcatori |  |

| Alcorcón 10 giugno 2012, ore 22:00 CEST | Alcorcón          | 0 – 0 referto | Hércules | Stadio Santo Domingo\| Arbitro: \| Jesús Gil Manzano \| |
| Arbitro:                                | Jesús Gil Manzano |               |          |                                                         |

### Finale
| Arbitro: | Juan Martínez Munuera |

|  |           |                 |
|  | Marcatori | 29’ Javi Guerra |

| Arbitro: | José Alejandro Hernández Hernández |

|                 |           |                    |
| Javi Guerra 52’ | Marcatori | 44’ Fernando Sales |

- Real Valladolid promosso in Primera División

## Statistiche e Record

### Record
Aggiornata al 22 dicembre 2011.
- Maggior numero di vittorie:  Deportivo La Coruña (27)
- Minor numero di sconfitte:  Real Valladolid (5)
- Migliore attacco: ,  Celta Vigo (81 gol segnati)
- Miglior difesa:  Real Valladolid (32 gol subiti)
- Miglior differenza reti:  Celta Vigo (+45)
- Maggior numero di pareggi:  Almería (16)
- Minor numero di pareggi:  Deportivo La Coruña (4)
- Minor numero di vittorie:  Gimnàstic (6)
- Maggior numero di sconfitte:  Alcoyano (22)
- Peggiore attacco:  FC Cartagena (29 gol segnati)
- Peggior difesa:  Alcoyano (77 gol subiti)
- Peggior differenza reti:  Alcoyano (-35)
- Partita con più reti:  Villarreal B- Sabadell 3-4 (7)
- Partita con maggiore scarto di gol:  Elche- Alcorcón 6-0
- Maggior numero di reti in una giornata: 36 (6ª giornata)
- Minor numero di reti in una giornata: 22 (14ª giornata)
- Miglior serie positiva:  Elche (8 risultati utili consecutivi, dalla 11ª alla 18ª giornata)
- Peggior serie negativa:  FC Cartagena (4 sconfitte consecutive, dalla 4ª alla 7ª giornata) e  Villarreal B (dalla 10ª alla 12ª giornata + recupero 1ª giornata)
- Totale dei gol segnati: 489 (18ª giornata)
- Maggior numero di partite con porta inviolata: Manu Herrera ( Alcorcón) - 18
- Giocatori con maggior numero di assist realizzati: Jonathan Viera ( Las Palmas) Fabin Orellana ( Celta Vigo) - 13

## Calendario e risultati
| andata       | 1ª giornata           | ritorno      |
| 26 ott. 2011 |                       | 29 gen. 2012 |
| 3-1          | Almeria-Gimnàstic     | 2-1          |
| 2-1          | Cartagena-Deportivo   | 1-2          |
| 2-0          | Celta Vigo-Girona     | 1-0          |
| 0-1          | Elche-Còrdoba         | 0-2          |
| 0-1          | Huesca-Barcellona B   | 2-4          |
| 2-0          | Las Palmas-Alcorcón   | 1-3          |
| 4-0          | Numancia-Guadalajara  | 0-1          |
| 2-0          | Valladolid-Alcoyano   | 1-0          |
| 0-2          | Recreativo-Murcia     | 3-0          |
| 0-1          | Villarreal B-Hércules | 2-0          |
| 2-2          | Xerez-Sabadell        | 0-2          |

| andata       | 4ª giornata            | ritorno      |
| 10 set. 2011 |                        | 19 feb. 2012 |
| 1-1          | Alcorcón-Villarreal B  | 3-0          |
| 0-1          | Alcoyano-Xerez         | 0-1          |
| 2-3          | Barcellona B-Deportivo | 1-2          |
| 1-2          | Celta Vigo-Elche       | 2-0          |
| 1-0          | Córdoba-Numancia       | 0-5          |
| 2-1          | Guadalajara-Huesca     | 1-2          |
| 1-3          | Gimnàstic-Las Palmas   | 0-1          |
| 1-1          | Girona-Valladolid      | 0-1          |
| 0-1          | Hércules-Recreativo    | 0-1          |
| 0-2          | Murcia-Almerìa         | 2-4          |
| 3-2          | Sabadell-Cartagena     | 0-1          |

| andata       | 7ª giornata            | ritorno      |
| 1º ott. 2011 |                        | 11 mar. 2012 |
| 0-1          | Barcellona B-Sabadell  | 0-0          |
| 1-2          | Cartagena-Alcoyano     | 2-2          |
| 4-0          | Deportivo-Guadalajara  | 2-1          |
| 1-0          | Hércules-Alcorcón      | 0-1          |
| 0-1          | Huesca-Córdoba         | 1-3          |
| 1-1          | Las Palmas-Murcia      | 2-1          |
| 0-2          | Numancia-Celta         | 0-5          |
| 2-1          | Valladolid-Elche       | 2-1          |
| 0-1          | Recreativo-Almería     | 2-2          |
| 3-2          | Villarreal B-Gimnàstic | 1-0          |
| 2-1          | Xerez-Girona           | 3-5          |

| andata       | 10ª giornata          | ritorno      |
| 22 ott. 2011 |                       | 25 mar. 2012 |
| 2-1          | Alcorcón-Recreativo   | 2-1          |
| 1-4          | Alcoyano-Barcellona B | 1-2          |
| 1-1          | Almería-Las Palmas    | 2-2          |
| 4-0          | Celta Vigo-Huesca     | 1-1          |
| 0-2          | Córdoba-Deportivo     | 0-2          |
| 1-0          | Elche-Xerez           | 0-0          |
| 0-1          | Gimnàstic-Hércules    | 3-1          |
| 0-2          | Girona-Cartagena      | 1-1          |
| 1-0          | Guadalajara-Sabadell  | 2-2          |
| 3-1          | Murcia-Villarreal B   | 0-2          |
| 2-1          | Valladolid-Numancia   | 4-1          |

| andata       | 13ª giornata          | ritorno      |
| 12 nov. 2011 |                       | 15 apr. 2012 |
| 0-1          | Alcorcón-Gimnàstic    | 2-0          |
| 2-2          | Barcellona B-Girona   | 1-1          |
| 1-1          | Cartagena-Elche       | 1-2          |
| 2-1          | Deportivo-Celta       | 3-2          |
| 1-1          | Guadalajara-Alcoyano  | 1-0          |
| 0-1          | Hércules-Murcia       | 6-2          |
| 2-2          | Huesca-Valladolid     | 0-3          |
| 4-2          | Recreativo-Las Palmas | 0-0          |
| 0-3          | Sabadell-Córdoba      | 0-0          |
| 2-1          | Villarreal B-Almería  | 0-0          |
| 1-2          | Xerez-Numancia        | 2-2          |

| andata      | 16ª giornata            | ritorno     |
| 3 dic. 2011 |                         | 6 mag. 2012 |
| 1-1         | Almería-Hércules        | 0-0         |
| 4-1         | Celta-Sabadell          | 2-1         |
| 3-0         | Córdoba-Alcoyano        | 3-3         |
| 3-0         | Elche-Barcellona B      | 1-0         |
| 1-2         | Gimnàstic-Recreativo    | 2-2         |
| 0-0         | Girona-Guadalajara      | 4-1         |
| 3-1         | Las Palmas-Villarreal B | 4-1         |
| 0-0         | Numancia-Cartagena      | 1-2         |
| 0-2         | Murcia-Alcorcón         | 0-3         |
| 0-0         | Valladolid-Deportivo    | 1-1         |
| 1-3         | Xerez-Huesca            | 1-2         |

| andata      | 19ª giornata            | ritorno      |
| 8 gen. 2012 |                         | 20 mag. 2012 |
| 1-3         | Alcorcón-Almería        | 0-2          |
| 0-3         | Alcoyano-Celta          | 0-4          |
| 1-1         | Barcellona B-Numancia   | 0-3          |
| 2-0         | Cartagena-Huesca        | 0-1          |
| 1-0         | Córdoba-Girona          | 1-3          |
| 2-1         | Deportivo-Xerez         | 2-3          |
| 0-2         | Gimnàstic-Murcia        | 2-2          |
| 2-4         | Guadalajara-Elche       | 3-2          |
| 2-1         | Hércules-Las Palmas     | 0-2          |
| 3-1         | Recreativo-Villarreal B | 0-2          |
| 1-4         | Sabadell-Valladolid     | 0-2          |

| andata       | 2ª giornata               | ritorno     |
| 27 ago. 2011 |                           | 5 feb. 2012 |
| 0-1          | Alcorcón-Xerez            | 2-2         |
| 1-1          | Alcoyano-Numancia         | 0-2         |
| 0-2          | Barcellona B-Villarreal B | 0-0         |
| 1-1          | Córdoba-Almería           | 1-2         |
| 1-0          | Deportivo-Recreativo      | 1-0         |
| 0-3          | Gimnàstic-Valladolid      | 0-4         |
| 1-4          | Girona-Elche              | 0-1         |
| 1-1          | Guadalajara-Las Palmas    | 2-3         |
| 2-0          | Hércules-Cartagena        | 3-0         |
| 1-3          | Murcia-Celta Vigo         | 0-1         |
| 2-1          | Sabadell-Huesca           | 0-0         |

| andata       | 5ª giornata              | ritorno      |
| 17 set. 2011 |                          | 26 feb. 2012 |
| 1-0          | Almería-Celta            | 3-4          |
| 0-2          | Cartagena-Alcorcón       | 0-1          |
| 2-1          | Deportivo-Sabadell       | 0-1          |
| 2-1          | Hércules-Barcellona B    | 1-0          |
| 3-3          | Huesca-Alcoyano          | 3-0          |
| 0-1          | Las Palmas-Córdoba       | 0-1          |
| 1-0          | Numancia-Girona          | 0-2          |
| 1-3          | Valladolid-Murcia        | 0-2          |
| 1-0          | Recreativo-Elche         | 3-0          |
| 3-3          | Villarreal B-Guadalajara | 2-0          |
| 0-0          | Xerez-Gimnàstic          | 1-0          |

| andata      | 8ª giornata           | ritorno     |
| 5 ott. 2011 |                       | 3 mar. 2012 |
| 2-2         | Alcorcón-Barcellona B | 2-3         |
| 2-0         | Alcoyano-Deportivo    | 0-3         |
| 1-1         | Almería-Valladolid    | 1-1         |
| 1-2         | Celta-Las Palmas      | 1-3         |
| 1-1         | Córdoba-Villarreal B  | 1-1         |
| 2-2         | Elche-Numancia        | 0-3         |
| 0-0         | Gimnàstic-Cartagena   | 3-1         |
| 1-1         | Girona-Huesca         | 1-2         |
| 1-2         | Guadalajara-Hércules  | 0-5         |
| 0-0         | Murcia-Xerez          | 1-3         |
| 1-0         | Sabadell-Recreativo   | 1-1         |

| andata       | 11ª giornata           | ritorno      |
| 29 ott. 2011 |                        | 1º apr. 2012 |
| 1-0          | Alcorcón-Guadalajara   | 2-1          |
| 1-0          | Barcellona B-Gimnàstic | 1-1          |
| 1-2          | Cartagena-Murcia       | 1-2          |
| 3-2          | Deportivo-Girona       | 0-1          |
| 1-0          | Hércules-Córdoba       | 1-3          |
| 0-1          | Huesca-Elche           | 2-1          |
| 1-0          | Las Palmas-Valladolid  | 1-2          |
| 1-1          | Recreativo-Numancia    | 0-1          |
| 2-2          | Sabadell-Alcoyano      | 1-2          |
| 2-3          | Villarreal B-Celta     | 0-2          |
| 0-1          | Xerez-Almería          | 1-1          |

| andata       | 14ª giornata            | ritorno      |
| 19 nov. 2011 |                         | 22 apr. 2012 |
| 2-1          | Alcoyano-Recreativo     | 3-1          |
| 0-0          | Almería-Cartagena       | 1-1          |
| 0-1          | Celta-Hércules          | 0-1          |
| 3-1          | Córdoba-Alcorcon        | 0-2          |
| 3-2          | Elche-Deportivo         | 3-4          |
| 0-0          | Gimnàstic-Guadalajara   | 0-1          |
| 1-1          | Girona-Sabadell         | 3-2          |
| 0-0          | Las Palmas-Xerez        | 0-2          |
| 1-1          | Numancia-Huesca         | 1-2          |
| 0-2          | Murcia-Barcellona B     | 0-1          |
| 2-1          | Valladolid-Villarreal B | 1-0          |

| andata       | 17ª giornata         | ritorno      |
| 10 dic. 2011 |                      | 13 mag. 2012 |
| 0-0          | Alcorcón-Celta       | 0-3          |
| 2-1          | Alcoyano-Girona      | 1-5          |
| 3-3          | Barcellona B-Almería | 2-1          |
| 0-0          | Cartagena-Las Palmas | 2-1          |
| 3-1          | Deportivo-Numancia   | 3-0          |
| 0-0          | Gimnàstic-Córdoba    | 2-4          |
| 2-1          | Guadalajara-Murcia   | 2-2          |
| 2-2          | Hércules-Valladolid  | 1-1          |
| 1-1          | Recreativo-Huesca    | 2-0          |
| 0-0          | Sabadell-Elche       | 1-1          |
| 3-1          | Villarreal B-Xerez   | 1-0          |

| andata       | 20ª giornata           | ritorno      |
| 15 gen. 2012 |                        | 27 mag. 2012 |
| 4-0          | Almería-Guadalajara    | 1-0          |
| 1-0          | Celta-Gimnàstic        | 2-1          |
| 1-2          | Elche-Alcoyano         | 0-4          |
| 0-2          | Huesca-Deportivo       | 1-2          |
| 3-1          | Las Palmas-Barca B     | 0-2          |
| 2-1          | Numancia-Sabadell      | 3-1          |
| 2-1          | Murcia-Córdoba         | 1-2          |
| 1-1          | Valladolid-Alcorcón    | 2-2          |
| 3-0          | Recreativo-Girona      | 0-0          |
| 0-0          | Villarreal B-Cartagena | 2-6          |
| 2-1          | Xerez-Hércules         | 2-2          |

| andata      | 3ª giornata            | ritorno      |
| 3 set. 2011 |                        | 12 feb. 2012 |
| 2-2         | Almería-Girona         | 1-0          |
| 0-4         | Cartagena-Barcellona B | 0-4          |
| 0-1         | Deportivo-Hércules     | 4-1          |
| 1-0         | Elche-Murcia           | 2-0          |
| 0-3         | Huesca-Alcorcón        | 0-2          |
| 1-0         | Las Palmas-Alcoyano    | 0-2          |
| 0-0         | Numancia-Gimnàstic     | 1-1          |
| 2-0         | Valladolid-Córdoba     | 0-2          |
| 1-2         | Recreativo-Celta       | 1-4          |
| 3-4         | Villarreal B-Sabadell  | 1-3          |
| 0-2         | Xerez-Guadalajara      | 2-1          |

| andata       | 6ª giornata             | ritorno     |
| 24 set. 2011 |                         | 4 mar. 2012 |
| 4-0          | Alcorcón-Deportivo      | 1-2         |
| 1-1          | Alcoyano-Villarreal B   | 3-4         |
| 2-2          | Barcellona B-Recreativo | 0-0         |
| 1-1          | Celta-Valladolid        | 2-1         |
| 2-1          | Córdoba-Xerez           | 2-1         |
| 1-3          | Elche-Almería           | 2-0         |
| 1-3          | Gimnàstic-Huesca        | 0-0         |
| 4-2          | Girona-Las Palmas       | 2-3         |
| 2-0          | Guadalajara-Cartagena   | 2-0         |
| 2-1          | Murcia-Numancia         | 0-1         |
| 1-1          | Sabadell-Hércules       | 0-1         |

| andata       | 9ª giornata              | ritorno      |
| 15 ott. 2011 |                          | 23 mag. 2012 |
| 1-2          | Barcellona B-Guadalajara | 0-2          |
| 0-0          | Cartagena-Córdoba        | 0-2          |
| 2-2          | Deportivo-Gimnàstic      | 2-1          |
| 1-0          | Hércules-Alcoyano        | 5-0          |
| 2-2          | Huesca-Murcia            | 1-0          |
| 1-1          | Las Palmas-Elche         | 2-1          |
| 1-0          | Numancia-Almería         | 0-2          |
| 1-1          | Recreativo-Valladolid    | 0-1          |
| 1-0          | Sabadell-Alcorcón        | 0-1          |
| 2-2          | Villarreal B-Girona      | 1-2          |
| 3-3          | Xerez-Celta              | 1-4          |

| andata      | 12ª giornata           | ritorno     |
| 5 nov. 2011 |                        | 8 apr. 2012 |
| 0-0         | Alcoyano-Alcorcón      | 1-2         |
| 2-1         | Almería-Huesca         | 0-1         |
| 1-0         | Celta-Cartagena        | 1-1         |
| 1-1         | Córdoba-Barcellona B   | 0-2         |
| 3-0         | Elche-Villarreal B     | 0-2         |
| 5-0         | Gimnàstic-Sabadell     | 0-1         |
| 1-0         | Girona-Hércules        | 2-4         |
| 0-2         | Guadalajara-Recreativo | 2-4         |
| 3-2         | Numancia-Las Palmas    | 1-1         |
| 0-0         | Murcia-Deportivo       | 1-3         |
| 2-1         | Valladolid-Xerez       | 4-0         |

| andata       | 15ª giornata          | ritorno      |
| 26 nov. 2011 |                       | 29 apr. 2012 |
| 1-0          | Alcorcón-Girona       | 0-0          |
| 0-0          | Alcoyano-Gimnàstic    | 0-2          |
| 2-1          | Barcellona B-Celta    | 1-4          |
| 0-0          | Cartagena-Valladolid  | 1-2          |
| 3-1          | Deportivo-Almería     | 0-2          |
| 3-1          | Guadalajara-Córdoba   | 2-3          |
| 1-2          | Hércules-Elche        | 3-0          |
| 2-0          | Huesca-Las Palmas     | 3-1          |
| 1-2          | Recreativo-Xerez      | 1-3          |
| 2-2          | Sabadell-Murcia       | 0-1          |
| 0-0          | Villarreal B-Numancia | 1-0          |

| andata       | 18ª giornata            | ritorno      |
| 17 dic. 2011 |                         | 16 mag. 2012 |
| 3-0          | Almería-Sabadell        | 1-2          |
| 2-0          | Celta-Guadalajara       | 3-0          |
| 0-0          | Córdoba-Recreativo      | 1-0          |
| 6-0          | Elche-Alcorcón          | 1-3          |
| 3-2          | Girona-Gimnàstic        | 1-1          |
| 1-0          | Huesca-Villarreal B     | 2-4          |
| 0-1          | Las Palmas-Deportivo    | 1-3          |
| 2-1          | Numancia-Hércules       | 3-1          |
| 3-2          | Murcia-Alcoyano         | 3-1          |
| 1-0          | Valladolid-Barcellona B | 2-1          |
| 3-0          | Xerez-Cartagena         | 0-0          |

| andata       | 21ª giornata           | ritorno     |
| 22 gen. 2012 |                        | 3 giu. 2012 |
| 2-2          | Alcorcón-Numancia      | 1-0         |
| 2-2          | Alcoyano-Almería       | 0-1         |
| 2-0          | Barcellona B-Xerez     | 6-0         |
| 3-1          | Cartagena-Recreativo   | 2-1         |
| 0-0          | Córdoba-Celta          | 0-0         |
| 1-0          | Deportivo-Villarreal B | 1-0         |
| 1-0          | Gimnàstic-Elche        | 0-1         |
| 1-1          | Girona-Murcia          | 2-1         |
| 0-3          | Guadalajara-Valladolid | 3-1         |
| 2-0          | Hércules-Huesca        | 2-1         |
| 1-1          | Sabadell-Las Palmas    | 2-3         |